# Monika Bergen
Monika Bergen (* 22. November 1941 in Berlin; † 21. August 1962 bei Kyritz, eigentlich Bärbel Breitsprecher) war eine deutsche Film- und Theaterschauspielerin sowie Synchronsprecherin.

## Leben und Werk
Sie wurde als Tochter der Schauspielerin Erna Breitsprecher 1941 in Berlin geboren. Da die Mutter ein langjähriges Engagement an der Berliner Volksbühne ausübte, begeisterte sich ihre Tochter schon früh für die Schauspielerei. So wirkte sie als junges Mädchen in Kinderrollen am Theater am Schiffbauerdamm, aber auch ab 1955 in Filmproduktionen der DEFA, wie beispielsweise dem Spielfilm Das Traumschiff mit. Es folgten weitere Filmproduktionen, ehe sie auf Wunsch der Eltern einen ‚soliden‘ Beruf als Stenotypistin erlernte.
Die große Liebe galt aber die Schauspielerei, so dass sie sich – nach absolvierter Berufsausbildung – wieder verstärkt auf Filmangebote konzentrierte. Bei den Dreharbeiten zum Film Die heute über 40 sind von Regisseur Kurt Jung-Alsen lernte sie 1960 die Schauspieler Rudolf Ulrich und Helga Göring kennen. Ulrich ermunterte sie einen Künstlernamen zu wählen, so dass sie fortan unter dem Pseudonym Monika Bergen auftrat. Göring hingegen förderte ihre Karriere, indem sie ihr Schauspielunterricht gab.
Im Jahr 1962 hatte Bergen ihr erstes Theaterengagement auf einer Bühne in Wismar, parallel dazu arbeitete sie in Film- und Fernsehproduktionen, aber auch als Synchronsprecherin, als sie 20-jährig bei einem Autounfall nahe Kyritz ums Leben kam.

## Filmografie (Auswahl)
- 1956: Das Traumschiff
- 1959: Der kleine Kuno
- 1960: Die heute über 40 sind
- 1960: Silvesterpunsch
- 1960: Überfall am Stellwerk B (Fernsehfilm)
- 1961: Ein Sommertag macht keine Liebe
- 1961: Mord an Rathenau (Fernsehfilm)
- 1961: Der Ermordete greift ein (Fernsehfilm)
- 1961: Eine Handvoll Noten
- 1961: Die Mädchen aus der Weinbergstraße (Fernsehfilm)
- 1962: Die aus der 12b
- 1962: Freispruch mangels Beweises
- 1962: Der Kurpatient (Kurzfilm)